# Fergusonita-(Ce)
La fergusonita-(Ce) és un mineral de la classe dels niobats. Es denomina així per la seva relació amb la fergusonita-(Y) i el seu contingut dominant de ceri. Rep el seu nom per Robert Ferguson (1767-1840) terratinent escocès, polític i col·leccionista de minerals.

## Característiques
La fergusonita-(Ce) és un niobat de fórmula química (Ce,La,Nd)NbO₄. Cristal·litza en el sistema tetragonal. Es troba en forma de cristalls prismàtics bipiramidals, d'1 mil·límetre, i com a irregulars poikioblasts, de fins a 1 centímetre. La seva duresa a l'escala de Mohs es troba entre 5,5 i 6,5. És dimorf de la fergusonita-(Ce)-β. Es tracta d'una espècie aprovada per l'Associació Mineralògica Internacional tot i que el seu estatus IMA és qüestionable des de 1989.
Segons la classificació de Nickel-Strunz, la fergusonita-(Ce) pertany a «07.G - Molibdats, wolframats i niobats, sense anions addicionals o H₂O» juntament amb els següents minerals: fergusonita-(Nd), fergusonita-(Y), powel·lita, scheelita, stolzita, wulfenita, formanita-(Y), iwashiroïta-(Y) i paraniïta-(Y).

## Formació i jaciments
Es troba en carbonatites, o en skarns rics en magnesi en la zona de contacte exterior del granit amb marbre dolomític derivat de carbonatita. Sol trobar-se associada a altres minerals com: magnetita, flogopita, grafit, clorita, quars, pirita, columbita, allanita, bastnäsita, parisita-(Ce), apatita, uranpiroclor, esquinita-(Ce), fersmita, monazita, calcita i dolomita. Va ser descoberta al massís de Chernigovskiy, a Priazovie, a la província de Zaporíjia (Ucraïna).